# あなただけ・・・・
『あなただけ‥‥』は、2005年6月22日に発売された柏原芳恵のデビュー25周年記念ミニ・アルバム。

## 概要
柏原本人の作詞曲を含む書き下ろしの新曲の他、ヒット曲「春なのに」のセルフカバーや、山口百恵の「いい日旅立ち」のカバーなどが収録されている。M-3「うれしいわあなた」は、インターネットで作品を募集しグランプリに選ばれた楽曲。

## 収録曲
1. 春なのに　New Track
作詞・作曲：中島みゆき　編曲：熊田豊
  - 12枚目のシングルA面曲のセルフカバー・バージョン。
2. 永久保存のラブメール
作詞・作曲：中村泰士　編曲：綛田陽啓
3. うれしいわあなた
作詞：小宮正人＆小宮えり　作曲：中村泰士　編曲：綛田陽啓
4. いい日旅立ち
作詞・作曲：谷村新司　編曲：熊田豊
  - 日本国有鉄道（国鉄）が行っていた旅行誘致キャンペーン、及びそのキャンペーンソングのカバー曲。
5. My Song
作詞・作曲：中村泰士　編曲：綛田陽啓
6. Zutto×2
作詞：芳恵　作曲：羽場仁志　編曲：熊田豊
7. 「　　　　」 Secret Track
  - 「春なのに」のスタジオレコーディング・ライブバージョン。

アコースティックギター：笛吹利明